# Olha Pywowarowa
Olha Josypiwna Pywowarowa (ukr. Ольга Йосипівна Пивоварова; ros. Ольга Иосифовна Пивоварова, Olga Iosifowna Piwowarowa; ur. 29 stycznia 1956 w Swerdłowśku) – radziecka wioślarka narodowości ukraińskiej, srebrna medalistka olimpijska, trzykrotna medalistka mistrzostw świata.
W 1980 roku wystąpiła na igrzyskach olimpijskich w Moskwie, podczas których wzięła udział w jednej konkurencji – rywalizacji ósemek ze sternikiem. Reprezentantki Związku Radzieckiego (w składzie: Olha Pywowarowa, Nina Umaneć, Nadija Pryszczepa, Walentina Żulina, Tetiana Stecenko, Ołena Terioszyna, Nina Preobrażenśka, Marija Paziun i sterniczka Nina Frołowa) zdobyły w tej konkurencji srebrny medal olimpijski, uzyskując w finale czas 3:04,29 i przegrywając z osadą z Niemieckiej Republiki Demokratycznej. 
W tej samej konkurencji wywalczyła również złoto na mistrzostwach świata w Bledzie (1979) i srebro mistrzostwach świata w Amsterdamie (1977). Ponadto zdobyła złoty medal w czwórkach ze sternikiem na mistrzostwach świata w Monachium (1981). 